# Джон Салстон
Джон Едвард Салстон (англ. John Edward Sulston; 27 березня, 1942, Кембридж — 6 березня 2018) — британський біолог, лауреат Нобелівської премії в області медицини і фізіології 2002 року. Член Королівського товариства.

## Біографія
Джон Салстон закінчив Кембриджський університет У 1963 році, і там же захистив докторську дисертацію (1966), що була присвячена хімії нуклеотидів. У 1966—1969 роках працював в Інституті Салко (Сан-Дієго), після чого повернувся до Великої Британії, де став працювати під керівництвом Сіднея Бреннера в лабораторії молекулярної біології (MRC, Кембридж).  Проєкт Human Genome Project стартував в 1990 році під керівництвом Джеймса Уотсона, лауреата Нобелівської премії за відкриття структури молекули ДНК. Салстон відігравав ключову роль у проєктах дослідження геномів Caenorhabditis elegans і людини. Довів, що секвенування геному Caenorhabditis elegans необхідно, щоб показати можливість великомасштабних проєктів із секвенування. Був директором Центру Сангера (зараз Інститут Сангера) у 1992—2000 роках.  

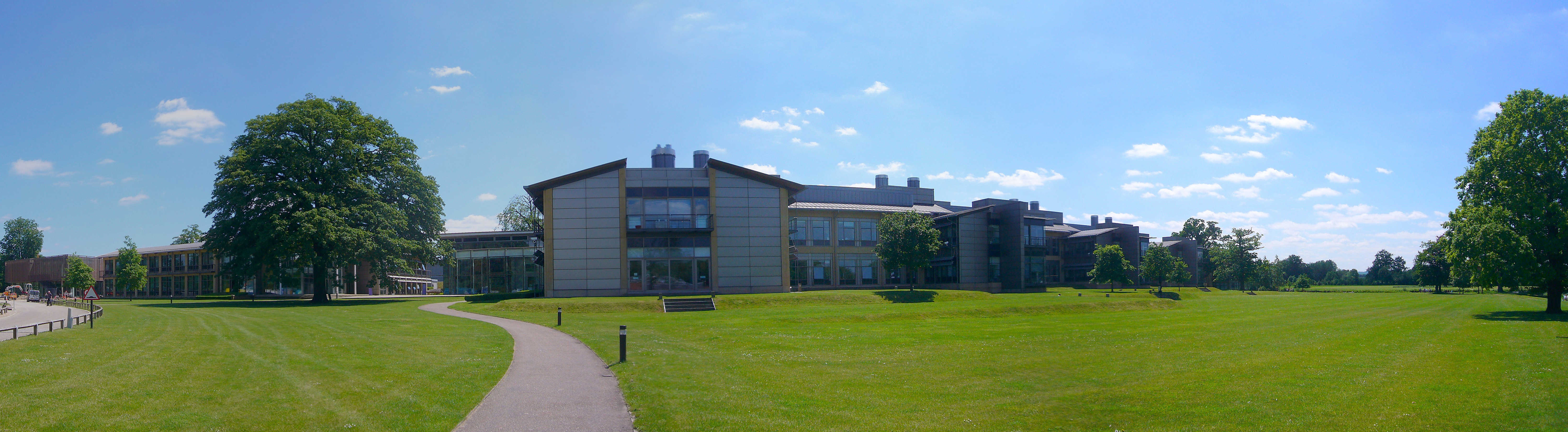
Європейський інститут біоінформатики та лабораторії Салстона при Інституті Сангера.

Один з найістотніших вкладів Салстона в біологічну науку — повний опис порядку поділу ембріональних клітин C. elegans. У його лабораторії була простежена доля абсолютно всіх клітин у процесі розвитку цього хробака. Після завершення проєкту «Геном людини» Салстон зайнявся громадською діяльністю, зокрема він виступає проти патентування генетичної інформації людини.
У 2002 році Джон Салстон разом з Робертом Горвіцем та Сіднеєм Бреннером отримав Нобелівську премії в області медицини і фізіології «За відкриття в області генетичного регулювання розвитку людських органів». У 2017 році сер Джон був удостоєний почесної нагороди від королеви Великої Британії за його внесок в науку і суспільство.

## Нагороди та визнання
- 1986: Дійсний член Лондонського королівського товариства
- 1986: Премія Олдена Спенсера[en]
- 1989: член Європейської організації молекулярної біології
- 1991: Міжнародна премія Гайрднера
- 1996: Медаль Дарвіна
- 1997: Премія Розенстіла[en] (разом з Робертом Горвіцем)
- 2000: Премія Джорджа Бідла[en]
- 2000: премія Пфайзера за інновації
- 2000: медаль Фредерік Гоуленд Гопкінса
- 2001: Royal Institution Christmas Lectures[en]
- 2001: Медаль Единбурга[en]
- 2001: Премія принцеси Астурійської
- 2001: Лицар-бакалавр
- 2002: Премія Дена Девіда[en]
- 2002: Премія Альфреда П. Слоуна-молодшого
- 2002: Гуманітарна премія Роберта Бернса[en]
- 2002: Нобелівська премія з фізіології або медицини (Разом з Робертом Горвіцем та Сіднеєм Бреннером), «За відкриття в області генетичного регулювання розвитку людських органів»
- 2013: Меморіальна лекція Резерфорда[en].
- 2017: Орден Кавалерів Пошани